# Hormona tiroidea

Tiroxina (T_{4})

Triyodotironina (T_{3})

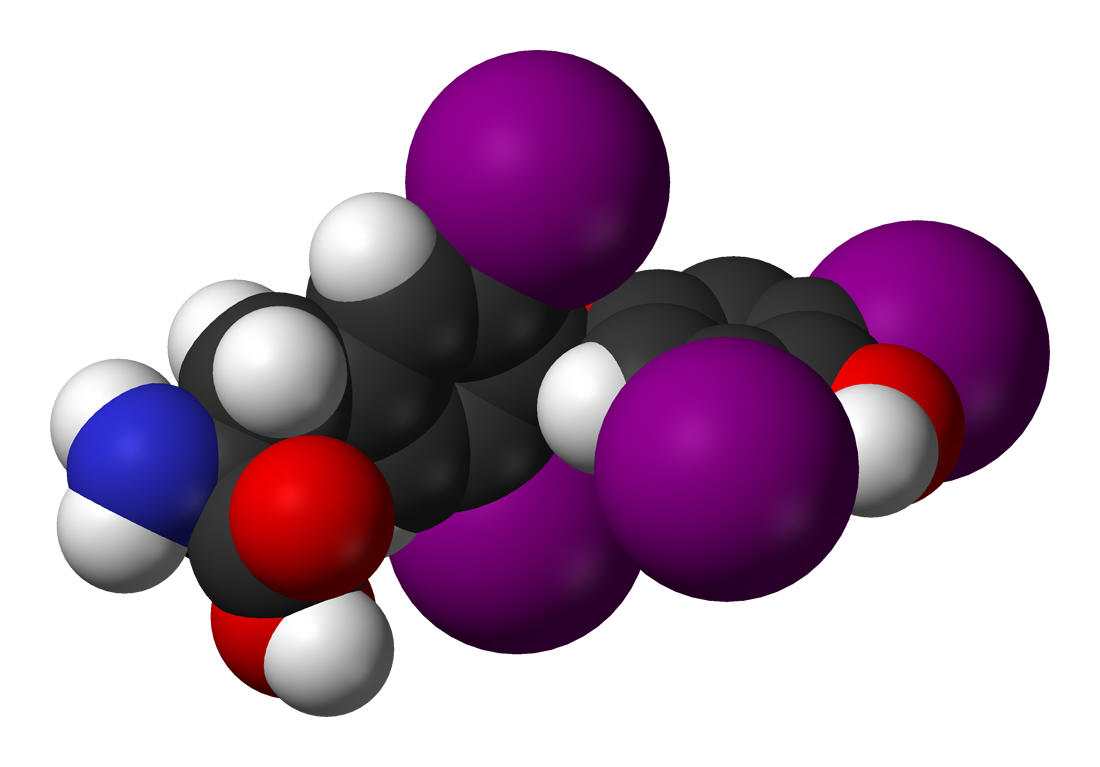
Tiroxina, T_{4}

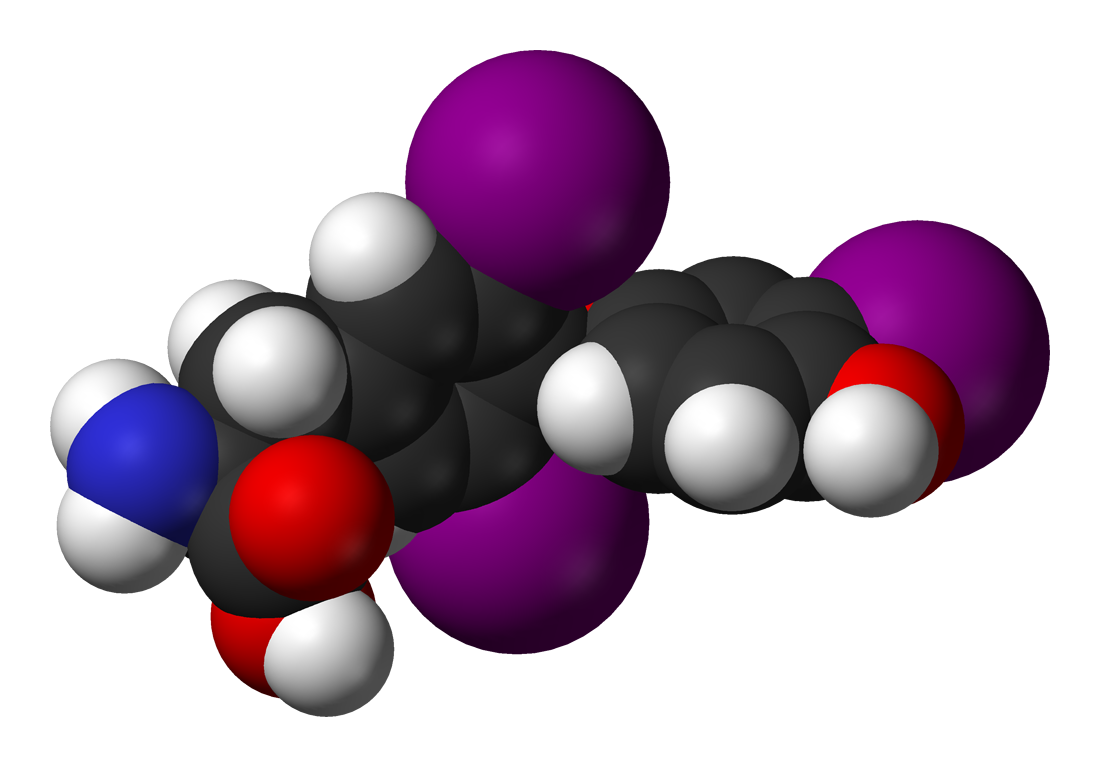
Triyodotironina, T_{3}

El término hormona tiroidea (generalmente usado en plural hormonas tiroideas), tiroxina (T4) y triyodotironina (T3), son hormonas basadas en la tirosina producidas por la glándula tiroides, la principal responsable de la regulación del metabolismo. Un componente importante en la síntesis de las hormonas tiroideas es el yodo. La forma principal de hormona tiroidea en la sangre es la tiroxina (T4), que tiene una semivida más larga que la T3. La proporción T4 a T3 liberada en la sangre es aproximadamente 20 a 1. La tiroxina es convertida en la más activa T3 (tres a cuatro veces más potente que la T4) dentro de las células por la enzima yodotironina desyodasa (5'-deiodinasa). Estas son tratadas posteriormente por descarboxilación y desyodación para producir 3-yodotironamina (T1a) y tironamina (T0a).
Sus efectos son el aumento del metabolismo basal, lo cual es indispensable para un correcto desarrollo fetal, y el funcionamiento adecuado de los sistemas cardiovasculares, musculoesquelético, hematopoyético, así como para respuestas corporales adecuadas en cuanto a producción de calor, consumo de oxígeno y regulación de otros sistemas hormonales.

## Historia y descubrimiento
La tiroxina (T4) fue aislada por el estadounidense  Edward Calvin Kendall en 1910 a partir de tres toneladas de tiroides de cerdo, mientras que la triyodotironina (T3) fue descubierta en 1952 por el francés Jean Roche.

## Circulación y transporte

### Transporte en el plasma
La mayoría de la hormona tiroidea circulando por el torrente sanguíneo está unida a una proteína transportadora. Sólo una pequeña cantidad de la hormona circulante está libre y biológicamente activa, por lo tanto la medición de las concentraciones de hormona tiroidea libre es de gran valor diagnóstico. 
Cuando la hormona tiroidea está unida, esta no es activa, entonces es la cantidad de T3/T4 libre la que es importante. Por esta razón, la medición de la tiroxina total en la sangre puede ser engañosa.
| Tipo                                                                    | Porcentaje |
| ----------------------------------------------------------------------- | ---------- |
| unida a globulina fijadora de tiroxina (TBG)                            | 70%        |
| unida a transtiretina o "prealbúmina fijadora de tiroxina" (TTR o TBPA) | 10-15%     |
| paraalbumina                                                            | 15-20%     |
| T4 libre (T4L)                                                          | 0,03%      |
| T3 libre (T3L)                                                          | 0,3%       |

La T3 y T4 atraviesan la membrana celular con facilidad ya que son moléculas lipofílicas, y funcionan vía una serie de receptores nucleares en el núcleo de la célula, los receptores de hormona tiroidea.
La T1a y T0a tienen carga positiva y no atraviesan la membrana; se piensa que funcionan vía el receptor de aminas trazas HGNC TAAR1  (TAR1, TA1), un receptor acoplado a proteínas G ubicado en la membrana celular.
Otra herramienta fundamental de diagnóstico es la medición de la cantidad de hormona estimulante de la tiroides (TSH) que está presente.

### Transporte en la membrana
Las hormonas tiroideas son sustancias lipofílicas que son capaces de atravesar la membrana celular aun de manera pasiva. Sin embargo, se han identificado en humanos al menos 10 diferentes transportadores de yodotironina activos energía-dependientes y genéticamente regulados. Ellos garantizan que los niveles intracelulares de hormona tiroidea sean mayores que en el plasma sanguíneo o líquido intersticial.

### Transporte intracelular
Poco se sabe sobre la cinética intracelular de las hormonas tiroideas. Sin embargo, recientemente se pudo demostrar que la CRYM cristalina se une a la 3,5,3′-triyodotironina en vivo.

## Función

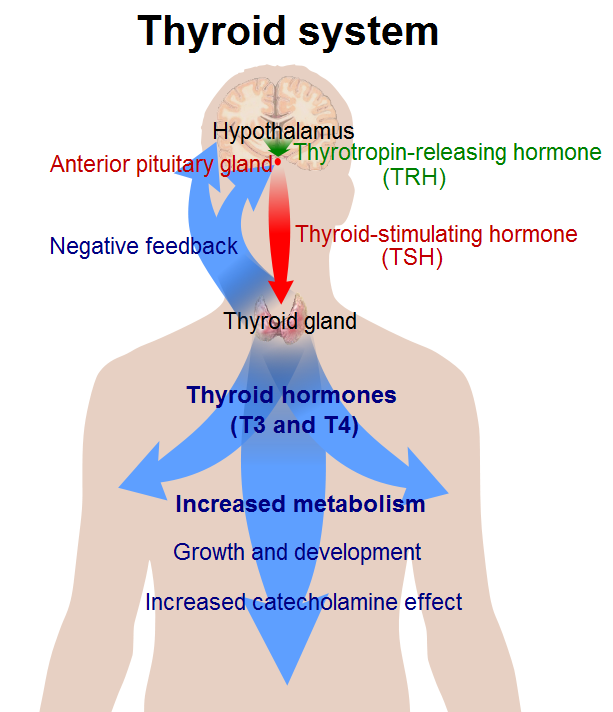
El sistema tiroideo de las hormonas tiroideas T_{3} y T_{4}.

Las tironinas actúan en casi todas las células del cuerpo. Ellas actúan para incrementar el metabolismo basal, afectan a la biosíntesis proteica, ayudan a regular el crecimiento de los huesos largos (sinergia con la hormona del crecimiento) y maduración neuronal, e incrementan la sensibilidad del cuerpo a las catecolaminas (tales como la adrenalina) a través de la permisividad. Las hormonas tiroideas son esenciales para el desarrollo y diferenciación adecuada de todas las células del cuerpo humano. Estas hormonas también regulan el metabolismo de proteínas, grasas, y carbohidratos, afectando a cómo las células humanas usan los compuestos energéticos. También estimulan el metabolismo de las vitaminas. Numerosos estímulos fisiológicos y patológicos influencian la síntesis de la hormona tiroidea.
Las hormonas tiroideas también llevan a la generación de calor en humanos. Sin embargo, las tironaminas funcionan vía mecanismos desconocidos para inhibir la actividad neuronal; esto juega un rol importante en los ciclos de hibernación de los mamíferos y el comportamiento de muda de las aves. Un efecto de la administración de tironaminas es la severa caída en la temperatura corporal.

### Efectos fisiológicos
- Incrementa el gasto cardíaco.
- Incrementa la frecuencia cardíaca.
- Potencia el desarrollo del cerebro.
- Incrementa el metabolismo de proteínas y carbohidratos.
- Incrementa la tasa de ventilación.
- Incrementa el metabolismo basal.
- Generación de calor en todos los tejidos menos en el Cerebro, Útero, ganglios linfáticos, testículos y adenohipofisis
- Aumenta el número de receptores de catecolaminas y amplifica la respuesta postreceptor en el sistema simpático.[7]
- Aumenta la eritropoyetina.
- Regula el metabolismo óseo.
- Permite la relajación muscular.
- Engruesa el endometrio en las mujeres.
- Interviene en los niveles de producción de hormonas gonadotrofinas y somatotropa o GH.[cita requerida]
- Permite la respuesta correcta del centro respiratorio a la hipoxia e hipercapnia.

## Enfermedades relacionadas
Ambos el exceso como la deficiencia de tiroxina puede causar trastornos.
- Hipertiroidismo (ejemplo enfermedad de Graves Basedow) es un síntoma clínico causado por el exceso de tiroxina libre, triyodotironina libre, o ambas circulante. Es un trastorno común que afecta aproximadamente al 2% de las mujeres y 0,2% de los hombres. La tirotoxicosis es usualmente usada indistintamente con hipertiroidismo, pero hay diferencias sutiles entre ellas. A pesar de que la tirotoxicosis también se refiere a un aumento de hormonas tiroideas circulantes, éste también puede ser causada por la ingesta de pastillas de tiroxina o por una tiroides hiperactiva, mientras que el hipertiroidismo se refiere solamente a una tiroides hiperactiva.
- Hipotiroidismo (ejemplo tiroiditis de Hashimoto es el caso cuando hay una deficiencia de tiroxina, triyodotironina, o ambas.
- La depresión puede a veces ser causada por el hipotiroidismo.[8] Algunos investigadores han demostrado que la T3 es encontrada en las uniones de las sinapsis, y regula la cantidad y actividad de la serotonina, norepinefrina, y ácido gamma-aminobutírico (GABA) en el cerebro.[9]

Los nacimientos prematuros pueden sufrir de trastornos del neurodesarrollo debido a la falta de hormonas tiroideas maternas, en un momento que su propia tiroides es incapaz de satisfacer sus necesidades postnatales.
Las investigaciones realizadas durante las últimas décadas ha puesto de manifiesto que la interrupción de la señalización celular de Hormona Tiroidea desencadena enfermedades crónicas del hígado, incluyendo la enfermedad de hígado graso no alcohólico y el carcinoma hepatocelular. Algunos experimentos en modelos animales y estudios epidemiológicos demuestran relación entre los altos niveles de Hormona Tiroidea y la prevención de la enfermedad hepática. Por otra parte, varias investigaciones que abarcan cuatro décadas han informado el potencial terapéutico de los análogos de T3 en la reducción de lípidos, prevención de la enfermedad crónica del hígado, y como agentes anticancerígenos.

### Central

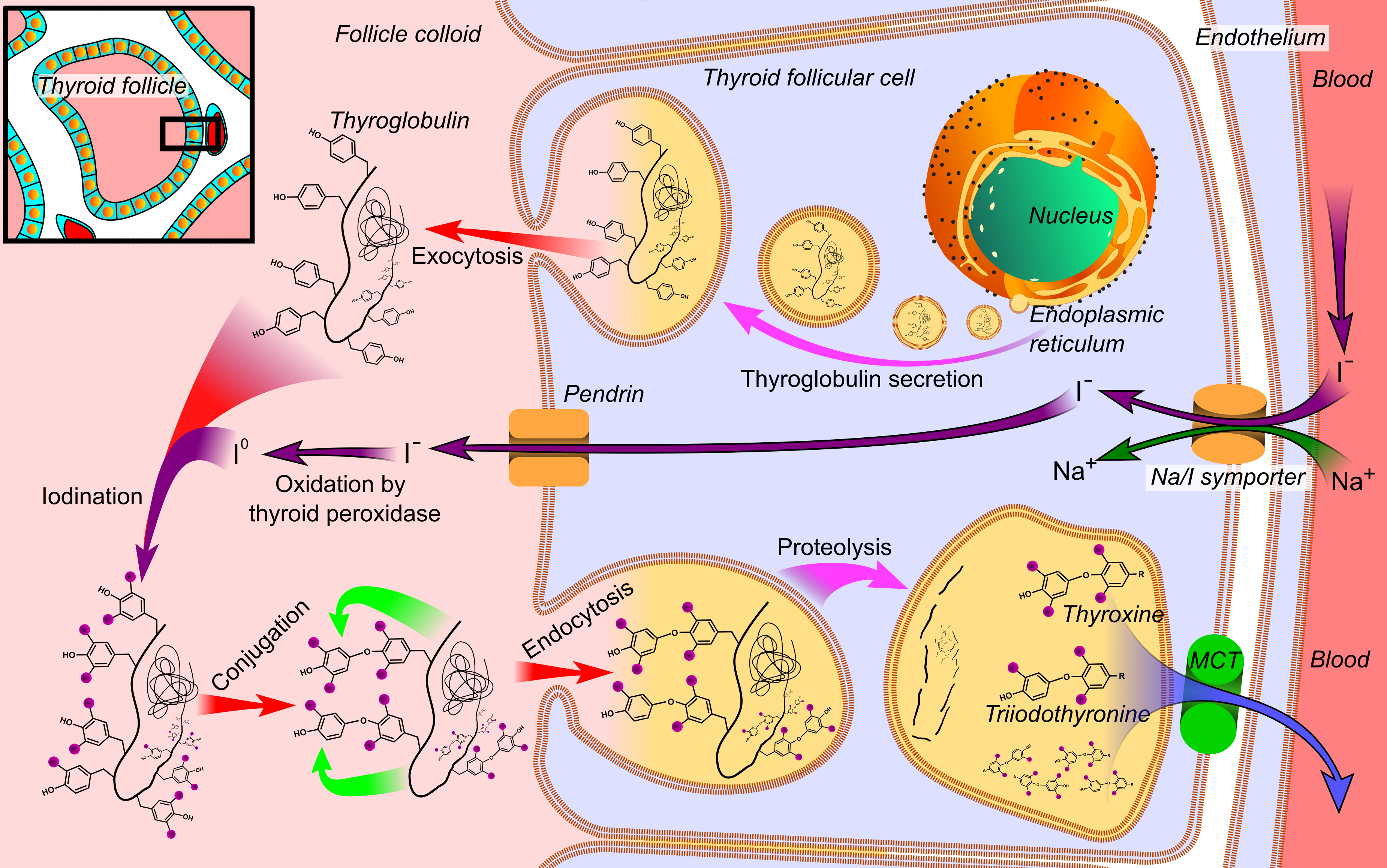
Síntesis de las hormonas tiroideas, como es vista en un tirocito o célula folicular tiroidea individual:
- La tiroglobulina es sintetizada en el retículo endoplasmático rugoso como una glicoproteína dimérica con residuos de aminoácidos tirosina, y sigue la vía secretora para entrar al coloide en el lumen del folículo tiroideo por exocitosis.
- Mientras tanto, el simportador de yoduro de sodio (Na^{+}/I^{-}) llamado NIS, bombea yoduro (I^{-}) activamente hacia la célula, que previamente había cruzado el endotelio.
- Este yoduro entra al lumen folicular desde el citoplasma por un transportador llamado pendrina, de manera supuestamente pasiva.
- En el coloide, el yoduro (I^{-}) es oxidado a yodo (I^{0}) por una enzima llamada yoduro peroxidasa.
- El yoduro (I^{0}) es sumamente reactivo y reacciona con la tiroglobulina en los residuos tirosilos en su cadena proteica (conteniendo en total aproximadamente 120 residuos tirosilos).
- En conjugación, los residuos tirosilo adyacentes son emparejados.
- El complejo entero se introduce en la célula folicular por endocitosis.
- La proteólisis por varias peptidasas liberan las moléculas de tiroxina y triyodotironina, que luego entran al torrente sanguíneo por mecanismos desconocidos.

Las hormonas tiroideas (T4 y T3) son producidas por las células foliculares (tirocitos) de la glándula tiroides y son reguladas por la TSH secretada por las células tirotrópicas de la adenohipófisis. Ya que los efectos de la T4 en vivo son mediados vía la T3 (la T4 es convertida en T3 también en el tejido objetivo), la T3 es 3 a 5 veces más activa que la T4.
La tiroxina (3,5,3',5'-tetrayodotironina) también es producida como una prehormona por las células foliculares de la glándula tiroides a través de la precursora tiroglobulina (diferente de la globulina fijadora de tiroxina o bien TBG), que luego es escindida por enzimas para producir a la poco activa T4.
La tiroxina es producida añadiendo átomos de yodo a la estructura de anillo de las moléculas de tirosina. La tiroxina (T4) contiene cuatro átomos de yodo. La triyodotironina (T3) es idéntica a la T4, excepto que tiene tres en vez de cuatro átomos de yodo por molécula. 
El yoduro es activamente absorbido del torrente sanguíneo por un proceso llamado captura de yoduro. En este proceso, el sodio es cotransportado con yodo desde el lado basolateral de la membrana hacia la célula y luego concentrado en los folículos tiroideos hasta una concentración de alrededor de treinta veces la de la sangre. Mediante la reacción con la enzima yoduro peroxidasa, el yodo es unido a los residuos de tirosina en las moléculas de tiroglobulina, formando monoyodotirosina (MIT) y diyodotirosina (DIT). Enlazando dos fracciones de DIT produce tiroxina. Combinando una partícula de MIT y una de DIT produce triyodotironina.
- DIT + MIT → r-T3 (biológicamente inactiva)
- MIT + DIT → triyodotironina (T3)
- DIT + DIT → tiroxina  (T4)

Las proteasas digieren la tiroglobulina yodada, liberando las hormonas T4 y T3, los agentes biológicamente activos fundamentales para la regulación del metabolismo.

### Periférico
Se cree que la tiroxina es una prohormona y un depósito para la hormona principal y más activa T3. La T4 es convertida según sea necesario también en los tejidos blanco por la yodotironina desyodasa. Una deficiencia de esta enzima puede imitar una deficiencia de yodo. La T3 es más activa que la T4 y es la forma final de la hormona, aunque está presente en menor cantidad que la T4.

### Iniciación de la producción en fetos
La hormona liberadora de tirotropina (TRH) y la tirotropina (TSH) empiezan a ser secretadas del hipotálamo y pituitaria fetal a las 18-20 semanas de gestación, y la producción fetal de tiroxina (T4) alcanzan niveles clínicamente significativos a las 18-20 semanas. La triyodotironina (T3) fetal se mantiene baja (menos de 15 ng/dL) hasta las 30 semanas de gestación, e incrementa a 50 ng/dL al término. La autosuficiencia fetal de hormonas tiroideas protegen al feto contra por ejemplo anormalidades en el desarrollo del cerebro causada por un hipotiroidismo maternal.

## Efectos de la deficiencia de yodo en la síntesis de hormona tiroidea
Si hay una deficiencia de yodo dietético, la tiroides no será capaz de hacer hormonas tiroideas. La falta de hormona tiroidea causará una disminución en el feedback negativo en la pituitaria, llevando a un incremento en la producción de tirotropina, que causa que la tiroides crezcan en tamaño (bocio). Esto tiene el efecto de incrementar la habilidad de la tiroides de atrapar más yodo, compensando la deficiencia de yodo y permitiendo una producción adecuada de hormona tiroidea.

## Medición
La tiroxina y la triyodotironina pueden ser medidas como tiroxina libre y triyodotironina libre, que son indicadores de la actividad de la tiroxina y triyodotironina en el cuerpo. También pueden ser medidas como tiroxina total y triyodotironina total, que depende también en la tiroxina y triyodotironina unida a la globulina fijadora de tiroxina. Un parámetro relacionado es el índice de tiroxina libre, que la tiroxina total multiplicado por la captación de hormona tiroidea, que, a su vez, es una medición de la globulina fijadora de tiroxina libre (no unida a la tiroxina).

## Uso médico de hormonas tiroideas
Ambas la T3 y T4 son usadas para tratar las deficiencia de hormona tiroidea (hipotiroidismo). Ambos son absorbidas bien por el intestino, entonces puede ser administrada oralmente. La levotiroxina es la forma sintética de tiroxina más comúnmente usada, es un estereoisómero de la tiroxina fisiológico (sólo t4), que es metabolizada más lentamente y por lo tanto requiere una sola administración al día. Las hormonas tiroideas desecadas naturalmente, bajo el nombre comercial Armour Thyroid, son derivadas de las tiroides porcinas, y es un tratamiento para el hipotiroidismo "natural" conteniendo 20% T3 y trazas de T2, T1 y calcitonina. También hay combinaciones sintéticas de T3/T4 a diferentes proporciones (tales como el Thyrolar) y medicamentos de pura T3 (Cytomel). La levotiroxina es usualmente el primer curso de tratamiento probado. Algunos pacientes sienten que obtienen mejores resultados con Armour Thyroid, sin embargo no hay ensayos clínicos que hayan demostrado algún beneficio por sobre las formas biosintéticas.
Las tironaminas no tienen usos médicos todavía, aunque su uso ha sido propuesto para la inducción controlada de la hipotermia, que causa al cerebro entrar a un ciclo protector, útil en la prevención de daños durante choques isquémicos.
La tiroxina sintética fue la primeramente producida con éxito por Charles Robert Harington y George Barger en 1926.

### Formulaciones
Hoy en día la mayoría de los pacientes son tratados con levotiroxina, o una hormona tiroidea sintética similar. Sin embargo, los suplementos naturales de hormona tiroidea proviniendo de las tiroides de animales aún están disponibles. Las hormonas tiroideas se han vuelto menos populares, mayoritariamente debido a rumores de variaciones de concentraciones de hormona tiroidea en las tiroides de animales antes de que estos sean sacrificados llevando a una inconsistencia en la potencia y estabilidad. Sin embargo, los productos naturales mezclan polvo tiroideo de múltiples lotes y realizan pruebas analíticas para asegurar el estricto cumplimiento con los estándares de la FDA, y en la actualidad ha sido las hormonas sintéticas las que han mostrado una historia consistente de problemas de estabilidad y potencia. La levotiroxina contiene solamente T4 y es por lo tanto inefectiva en paciente que no son capaces de convertir la T4 en T3. Estos pacientes podrían escoger tomar hormona tiroidea natural ya que contiene una mezcla de T4 en T3, o alternativamente suplementarse con un tratamiento de T3 sintética. Algunas marcas de hormona tiroidea natural están aprobados por la FDA, pero algunos no lo están. Las hormonas tiroideas son por lo general bien toleradas. Las hormonas tiroideas son usualmente seguras para las mujeres embarazadas o madres lactantes, pero deben ser dadas bajo la supervisión de un doctor. De hecho, si una mujer que tiene hipotiroidismo es dejada sin tratamiento, su bebé está a un mayor riesgo de sufrir defectos de nacimiento. Cuando embarazada, una mujer con una función tiroidea baja también tendrá que incrementar su dosis de hormona tiroidea. Una excepción es que las hormonas tiroideas podrían agravar condiciones cardíacas, especialmente en pacientes de edad; por lo tanto, los doctores podrían empezar el tratamiento con una dosis más baja y subir de a poco la dosis para evitar el riesgo de una ataque cardíaco.

## Medicamentos anti-tiroides
La captación de yodo en contra su gradiente de concentración es mediado por un cotransportador de yoduro de sodio y está vinculado a una bomba sodio-potasio. El perclorato y tiocianato son medicamentos que compiten con el yodo en este punto. Compuestos tales como la goitrina pueden reducir la producción de hormonas tiroideas al interferir con la oxidación de yodo.

## Hierbas
No hay hierbas (químicos vegetales) que contengan hormonas tiroideas. Por lo tanto, mientras existen algunas hierbas que podrían proveer alguna ayuda para una tiroides lenta (es decir, cuando la tiroides produce pequeñas cantidades de hormona tiroidea), la mixedema requiere tratamientos con hormonas tiroides sintéticas o desecadas naturales. Sin embargo, hay muchas plantas comestibles altas en yodo (por ejemplo algas marinas y quelpo). El yodo es un precursor insustituible para la biosíntesis de hormonas tiroideas.